# Свети Никола (Рамно)
Вижте пояснителната страница за други значения на Свети Никола.
„Свети Никола“ (на македонска литературна норма: „Свети Никола“) е възрожденска манастирска православна църква в село Рамно, северната част на Република Македония. Част е от Кумановско-Осоговската епархия на Македонската православна църква – Охридска архиепископия.
Църквата е гробищен храм. Изградена е в 1888 – 1890 година. Не е изписана. Иконостасът е изписан в 20-те години на XX от Трайко Муфтински, един от доайените на македонската живопис.